# Vätecyanid
Vätecyanid, HCN, även kallad cyanvätesyra eller blåsyra, är en färglös gas eller vätska med en kokpunkt på 25,7 °C och med lukt av bittermandel. Ett äldre namn är cyanväte. Ämnets upptäckt publicerades 1782 av den svenske kemisten C.W. Scheele. Scheele erhöll vätecyanid genom upphettning av berlinerblått först med kvicksilveroxid och vatten, därefter med svavelsyra och järn och, slutligen, destillation. Han kallade den erhållna syran berlinerblåsyra, vilket senare kom att förkortas till blåsyra. Vattenfri vätecyanid framställdes av Franz von Ittner 1809.
Vätecyanid kan lätt bildas genom surgörning av natrium- eller kaliumcyanidlösningar. Salter av vätecyanid kallas cyanider. Beteckningen cyan (från grekiska κυανοῦς kyanos, "blå") infördes av Joseph Louis Gay-Lussac.

## Naturlig förekomst och förtäring
Tusentals växtarter innehåller cyanogena glykosider som kan brytas ned till vätecyanid. Några av dessa växter och växtdelar används som livsmedel. Särskilt när dessa delar tuggas eller krossas frigörs ämnet. Det är bland annat aprikoskärnor, råa bambuskott, bittermandel, maniok (kassava), råa limabönor, linfrö och kärnor från frukter inom familjen Rosaceae (exempelvis aprikos, mandel, äpple, päron, plommon, körsbär, nektarin och persika). Livsmedelsverket i Sverige har utfärdat särskilda råd för aprikoskärnor, bittermandel, kassava och linfrön.
Vanliga förgiftningssymptom är huvudvärk, illamående, yrsel, förvirring och domningar. I akuta fall även andnöd, hjärtklappning och död.

## Framställning och teknisk användning
Cyanväte kan bland annat framställas genom Andrussow-processen, av ammoniak, syrgas och metan vid ca 1065 °C och platinakatalysator. Utbytet är 75-80 %.
Vätecyanid utnyttjas för tillverkning av natriumcyanid och kaliumcyanid, som används i samband med guld- och silverutvinning och också för elektroplätering av dessa metaller. 
Genom mellansubstanser av cyanohydrin-slag tillverkas olika användbara organiska substanser från vätecyanid inkluderande monomer metylmetakrylat, från aceton aminosyran metionin via Strecker-syntesen, och kelatsubstansen EDTA och NTA. 
Via hydrocyaneringsprocessen kan vätecyanid adderas till butadien och ge adiponitril, som är en utgångssubstans för Nylon-6,6.

## Giftverkan
Cyanid inaktiverar cellandningen genom att binda till järnet i cytokrom C och dödlig dos är ca 50 mg. Motgift mot cyanidförgiftning är natriumtiosulfat eller hydroxikobalamin, en särskild form av vitamin B12. 
Vätecyanid användes tidigare till utrotning av vägglöss, råttor och dylikt. En skadedjurssanering – mot vägglöss – med vätecyanid av ett rum på hotell Hellman år 1920 i Stockholm, i kombination med en därefter slarvigt utförd ventilation, ledde till den svenske författaren Dan Anderssons död.
Vätecyanid för bekämpning av skadedjur finns i dag till försäljning inom EU från ett tjeckiskt företag under produktnamnet "Uragan D2". Uragan D2 består av pappskivor indränkta i vätecyanid i en cylinder.
Under första världskriget gjorde fransmännen försök med att använda vätecyanid som stridsgas. Den är dock en flyktig gas som utomhus snabbt kan förlora sin effekt.
Vätecyanid var det verksamma ämnet i "Zyklon B" som användes vid massmord i nazisternas förintelseläger.
Vätecyanid har även använts i USA för avrättning. En människa stängdes då in i en så kallad gaskammare, utrustad med glasrutor genom vilka, efter tillförsel av vätecyanid, dödsförloppet observerades av närvarande vittnen. Intag av bittermandel, persikokärnor eller kärnor från andra Prunus-arter användes som avrättningsmetod hos bland annat greker och egyptier under antiken.